# After the Thrones
After the Thrones é um talk-show ao vivo de televisão norte-americano que foi exibido na HBO entre 25 de abril de 2016 a 28 de junho de 2016. Foi apresentado por Andy Greenwald e Chris Ryan, que discutiram episódios da sexta temporada da série de televisão Game of Thrones.  O talk show teve como produtores executivos Bill Simmons e Eric Weinberger. Greenwald e Ryan já apresentaram uma versão em podcast do programa intitulada Watch the Thrones no site Grantland de Simmons. Um talk show semelhante chamado Thronecast foi ao ar no canal britânico Sky Atlantic, que também discutiu episódios de Game of Thrones.
O talk show foi disponibilizado para assinantes da HBO e HBO Now e foi ao ar nas segunda-feiras seguintes a cada episódio de Game of Thrones. Após o cancelamento do programa, Greenwald e Ryan, junto com Simmons, fizeram um podcast de vídeo ao vivo semelhante para distribuição no Twitter chamado Talk the Thrones.  Embora abranja o mesmo assunto, é uma produção diferente.

## Broadcast e formato
A série apresentada pelos anfitriões Andy Greenwald e Chris Ryan, a partir do próximos sites de esportes e cultura pop, The Ringer criado por Bill Simmons, discutindo episódios da série de fantasia-drama, Game of Thrones. Após o sucesso de programas semelhantes, como Talking Dead,  que serve como uma rede sancionada de discussão do programa, a HBO decidiu criar sua própria versão do formato em que os anfitriões fornecem uma "animada, bem-humorada e sofisticado" na noite anterior episódio. O show foi transmitido em stand-alone  no serviço de streaming HBO Now na segunda-feira após cada episódio da sexta temporada, que vai ao ar aos domingos. Greenwald e Ryan hospedado anteriormente uma versão similar do show para Simmons' agora extinta esportes e cultura pop site Grantland, intitulado "Watch the Thrones", no formato de podcast. Anterior "Watch the Thrones" hóspedes de Mallory e Jason Rubin Concepcion também são parte do show.
A série começou na segunda-feira, 25 de abril de 2016 na HBO Now, HBO Go, HBO On Demand e HBO. O objetivo do programa é "recapitular o mais recente episódio, explicando quem, o quê, quando e onde, explorando a complicada política e história da Thrones, e oferecendo um absurdo e não tão absurdas teorias sobre episódios futuros."

## Episódios
Estes episódios discutir a sexta temporada de Game of Thrones. Desde o primeiro episódio, "The Red Woman".
| No. | Título                   | Exibição original   | Audiência em milhões (EUA) |
| --- | ------------------------ | ------------------- | -------------------------- |
| 1   | "The Red Woman"          | 25 de abril de 2016 | 0.165                      |
| 2   | "Home"                   | 03 de maio de 2016  | 0.167                      |
| 3   | "Oathbreaker"            | 10 de maio de 2016  | 0.222                      |
| 4   | "Book of the Stranger"   | 17 de maio de 2016  | 0.146                      |
| 5   | "The Door"               | 24 de maio de 2016  | 0.240                      |
| 6   | "Blood of My Blood"      | 31 de maio de 2016  | 0.229                      |
| 7   | "The Broken Man"         | 07 de junho de 2016 | N/A                        |
| 8   | "No One"                 | 14 de junho de 2016 | N/A                        |
| 9   | "Battle of the Bastards" | 21 de junho de 2016 | N/A                        |
| 10  | "The Winds of Winter"    | 28 de junho de 2016 | 0.363                      |